# Theodor Meynert

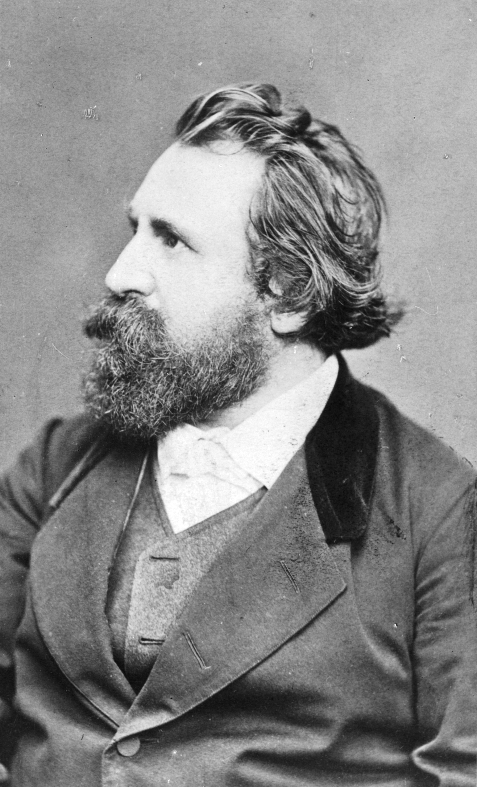
Theodor Meynert, Fotografie von Ludwig Angerer

Theodor Hermann Meynert (* 15. Juni 1833 in Dresden; † 31. Mai 1892 in Klosterneuburg, Niederösterreich) war ein deutsch-österreichischer Psychiater und Neurologe sowie Neuroanatom. Meynert war von 1870 bis zu seinem Tod Universitätsprofessor in Wien. Von 1865 bis 1872 publizierte er bedeutende Untersuchungen zur pathologischen Anatomie und Physiologie des Gehirns durch.
Meynert galt neben Paul Flechsig in Leipzig als der führende europäische Neuroanatom. Sigmund Freud, Auguste Forel und Carl Wernicke studierten bei oder arbeiteten unter ihm.

## Biografie
Theodor Meynert kam am 15. Juni 1833 in Dresden als Sohn des Schriftstellers, Kritikers und Geschichtsschreibers Hermann Meynert (1808–1895) zur Welt. Seine Mutter, Marie Meynert (geborene Emmering), war vor ihrer Heirat Sängerin an der Dresdner Oper. Theodor Meynert war drei Jahre, als sein Vater in die Redaktion der Wiener Theaterzeitung berufen wurde und die Familie nach Wien übersiedelte.
Meynert studierte nach Absolvierung des Schottengymnasiums an der Universität Wien Medizin und wurde von Pathologen Carl von Rokitansky (1804–1878) gefördert. Dieser habilitierte ihn 1865 für das Lehrfach „Bau und Funktion des Gehirns und Rückenmarks“. Gleichzeitig mit seiner Habilitation übernahm Meynert die Stelle eines Sekundararztes und Prosektors an der Wiener Irrenanstalt. 1868 erhielt er die Lehrbefugnis für Psychiatrie. Im Jahre 1870 wurde er zum außerordentlichen Professor der Psychiatrie an der Wiener Universität und zum Direktor der neu errichteten I. Psychiatrischen Universitätsklinik des Wiener Allgemeinen Krankenhauses ernannt. Im Jahre 1873 erfolgte Meynerts Ernennung zum ordentlichen Professor. Erst zwölf Jahre später wurde sein Wunsch nach einer seine Klinik fachlich ergänzenden neurologische Abteilung für Nervenkranke erfüllt.

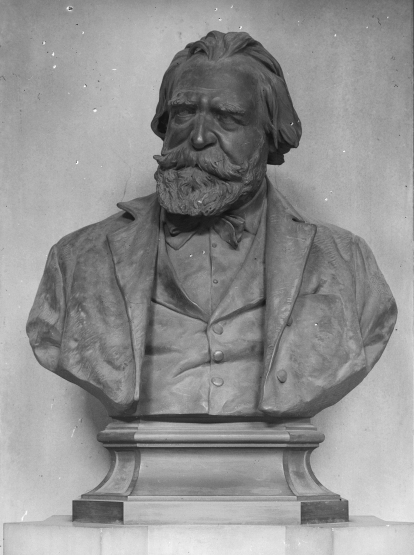
Büste Theodor Meynert in der Universität Wien von Theodor Khuen

Meynert, der, wenn angespannt, ungemein reizbar und empfindlich war, litt längere Zeit vor seinem Ableben an Schwindelanfällen und sogar an Teillähmungen, die von Sprachstörungen begleitet waren und die er vor seiner Umgebung zu verbergen trachtete. Eine sarkastische Grundhaltung dürfte Meynert zu eigen geworden sein, als sein geliebter Sohn, Karl (* 1868), noch nicht 17 Jahre, 1884 an einer Lungenkrankheit verstarb. Im April des letzten Lebensjahres musste Theodor Meynert krankheitsbedingt die Leitung der Klinik abgeben. Er zog sich auf seinen Besitz in Klosterneuburg (Niederösterreich), Leopoldstraße 62, zurück, erholte sich scheinbar und wollte seinen Beruf wieder aufnehmen, umso eher, als er erfuhr, dass er im Herbst zum Universitätsrektor gewählt werden würde. Eine plötzliche Lungen-Affektion verhinderte dies jedoch, und Theodor Meynert verschied in den Abendstunden des 31. Mai 1892 in seinem Haus in Klosterneuburg. Er wurde am 2. Juni 1892 in Klosterneuburg, Friedhof Obere Stadt, beigesetzt.
Im Februar 1900 wurde der österreichische Bildhauer Theodor Khuen (1860–1922) vom Unterrichtsministerium beauftragt, eine für den Arkadenhof der Universität Wien bestimmte Büste Meynerts anzufertigen. Weiters befindet sich in der Kinderklinik des Wiener AKH, Währinger Gürtel 18, ein Porträt von Theodor Meynert.
Im Jahr 1894 wurde in Wien-Alsergrund (9. Gemeindebezirk) die Meynertgasse nach ihm benannt; so wie auch Klosterneuburg eine Verkehrsfläche selben Namens kennt.
Seine Tochter war die Erzählerin und Lyrikerin Dora von Stockert-Meynert (1870–1947). Sie schrieb 1930 die Biographie Theodor Meynert und seine Zeit. Sein Enkel war der Psychiater Franz Günther von Stockert (1899–1967).
1872 wurde er Ehrenmitglied des Lesevereins der deutschen Studenten in Wien und später auch Ehrenmitglied des Akademischen Lesekreises.

## Werk
Meynerts Wirken setzte mitten in der zweiten Glanzperiode der Wiener medizinischen Fakultät ein. Er selbst wurde neben Wilhelm Griesinger in Berlin zum Begründer einer naturwissenschaftlich ausgerichteten Psychiatrie und, im Geiste Rokitanskys, einer vergleichenden Anatomie des Zentralnervensystems. Es gelang ihm, die Systeme der unwillkürlichen reflexartigen Bewegungen von jenen später entwickelten Bahnen der willkürlichen Innervation auch morphologisch zu trennen. Meynert brachte in das komplizierte Fasersystem des Gehirns eine Übersicht, als er den „Assoziationssystemen“ als Verbindungsbahnen der einzelnen Hirnabschnitte einer Hemisphäre des Gehirns und den die einander entsprechenden Punkte beider Hemisphäre verbindenden „Kommissurenbahnen“ die „Stabkranzsysteme“ gegenüberstellte, die eine Projektion der rezeptiven Vorgänge der Außenwelt auf die Hirnrinde gewährleisten und andererseits die Impulse der Hirnrinde an die Peripherie leiten. Seine entscheidende hirnanatomische Tat war wohl die Feststellung eines Systems der Verschiedenschichtigkeit der einzelnen Hirnrindenregionen mit z. T. typischen Zellformen. Er wurde damit der Begründer der Zytoarchitektonik im Sinne einer regionalen Zellgliederung der Hirnrinde, die von Korbinian Brodmann ausgebaut und in Wien durch Constantin Economo in einem Monumentalwerk, das er dem Andenken Meynerts widmete, einer gewissen Vollendung zugeführt wurde.
Neben den besonderen bahnenanatomischen Fragestellungen beschäftigten Meynert auch Probleme der morphologischen Pathologie. So grenzte er den Befund bei progressiver Paralyse von anderen hirnatrophischen Prozessen ab.
Meynert wirkte zu seiner Zeit auch im Ausland in hervorragendem Maße schulebildend: Carl Wernicke, der Schweizer Psychiater August Forel, Gabriel Anton und Franz Chvostek junior waren seine Schüler.
Meynert war Herausgeber des „Wiener Jahrbuches für Psychiatrie“ sowie Mitherausgeber des „Archivs für Psychiatrie und Nervenkrankheiten“ (Berlin). Zusammen mit Maximilian Leidesdorf gab er die „Vierteljahrschrift für Psychiatrie“ (Neuwied und Leipzig) heraus.

## Schriften (Auswahl)
(ausgewählt aus insgesamt 127 Publikationen)
- Die Bloßlegung des Bündelverlaufs im Großhirnstamme. In: Österreichische Zeitschrift für praktische Heilkunde. 1865, ZDB-ID 541079-4
- Der Bau der Gross-Hirnrinde und seine örtliche Verschiedenheiten, nebst einem pathologisch-anatomischen Corollarium. Leipzig 1867–1868
- Vom Gehirn der Säugetiere. In: Salomon Stricker: Handbuch der Lehre von den Geweben der Menschen und Tiere. 1869
- Psychiatrie. Klinik der Erkrankungen des Vorderhirns, begründet auf dessen Bau, Leistungen und Ernährung. 1884
- Klinische Vorlesungen über Psychiatrie auf wissenschaftlichen Grundlagen für Studirende und Aerzte, Juristen und Psychologen. Wien, 1859 und 1890
- Gedichte. (Veröffentlicht postum von Dora v. Stockert-Meynert). Wilhelm Braumüller, Wien und Leipzig 1905.

## Eponyme
- Meynert-Bündel (Fasciculus retroflexus): Faserzug von den Nuclei habenulae (Epithalamus) zum Nucleus interpeduncularis (Tegmentum mesencephali).
- Meynert-Haubenkreuzung (Decussatio tegmentalis): die dorsal in der Mittellinie des Tegmentum mesencephali (Mittelhirnhaube) kreuzenden Fasern des Tractus tectospinalis.
- Meynert-Basalkern (Nucleus basalis): eine Ansammlung von Nervenzellen in Substantia inominata.
- Meynert-Schicht: Zellschicht in der Sehrinde am Sulcus calcarinus.
- Meynert-Achse: Vertikale Achse durch den Hirnstamm. Ihr gegenübergestellt ist die Forel-Achse.